# جاسوسان ورشو
جاسوسان ورشو (انگلیسی: Spies of Warsaw) یک مینی‌سریال بریتانیایی است که در سال ۲۰۱۳ منتشر شد و دربارهٔ یک مأمور اطلاعاتی (جاسوس) است که خود را به عنوان وابسته نظامی در سفارت فرانسه در ورشو جا می‌زند و خود را درگیر وقوع جنگ جهانی دوم می‌بیند.

## گزیدهٔ بازیگران

### نسخهٔ اصلی بریتانیایی
- دیوید تننت
- جانت مانتگامری
- مارچین دوروچینسکی
- میروسواف زبرویویچ
- بورن گورمن
- لیندا باست
- آلن کوردانر
- آنتون لسر
- ریچارد لینترن
- جولیان گلاور
- فنلا وولگار
- تاپنس میدلتون
- نیکلاس بلین
- دن فریدنبرگ
- آدام گادلی
- گراژینا ژیلینسکا
- آنا چارتوریسکا-نیمچیتسکا
- ماگدالنا پوپوافسکا

### نسخهٔ لهستانی
- آندژی خیرا
- آنا درشوفسکا
- مارتا کلوبوویچ
- آرتور بارچیش
- آندژی کوزاک
- آنا سنیوک
- میئوگوست رچک
- آنا میلفسکا
- اینیاسی گوگولفسکی
- ماچئی مارچفسکی
- گژگوش کووالچیک
- رادوسواف کائیم
- کریستینا رودکوفسکا-اوله‌ویچ